# بيدرو باولو دي أوليفيرا
بيدرو باولو دي أوليفيرا (بالبرتغالية: Pedro Paulo de Oliveira‏) من مواليد 29 يونيو 1977 في ريو دي جانيرو، البرازيل. لاعب كرة قدم برازيلي، لعب كظهير أيسر لنادي العين ونادي اتحاد جدة، إضافة إلى عدد من الأندية البرازيلية.

## روابط خارجية
- بيدرو باولو دي أوليفيرا على موقع الاتحاد الدولي (مؤرشف)  (الإنجليزية)
- بيدرو باولو دي أوليفيرا على موقع قاعدة بيانات كرة القدم.إي يو (الإنجليزية)
- بيدرو باولو دي أوليفيرا على موقع ناشيونال فوتبول تيمز (الإنجليزية)